# Demons' Score
Demons' Score è un videogioco a ritmo d'azione di ambientazione fantasy/horror sviluppato dalla iNiS e pubblicato dalla Square Enix per iOS (il 19 settembre 2012) e Android (il 27 novembre 2012). Il 29 settembre 2014 viene ritirato dagli store a seguito di un comunicato in cui ne veniva annunciano il termine del servizio.

## Trama
Una studentessa del college, Serenity, perse le tracce del padre, il Dr. Aleister, lo va a cercare nel suo luogo di lavoro, l'ospedale e manicomio statale di Salem. Arrivata sul posto, trova la struttura irriconoscibilmente distrutta e, poco dopo, le si presenta un orsacchiotto di nome David, che sostiene di essere stato umano fino a poco prima. Poco prima della sua scomparsa, il padre le aveva mandato una misteriosa App per il suo smartphone chiamata “Demons' Score”, che servirebbe a controllare i demoni che posseggono il proprio corpo.